# Honduras a 2016. évi nyári olimpiai játékokon
Honduras a brazíliai Rio de Janeiróban megrendezett 2016. évi nyári olimpiai játékok egyik részt vevő nemzete volt. Az országot az olimpián 7 sportágban 23 sportoló képviselte, akik érmet nem szereztek.

## Atlétika
Férfi
| Versenyző        | Versenyszám | Előfutam | Előfutam | Előfutam | Elődöntő | Elődöntő | Elődöntő | Döntő   | Döntő    |
| Versenyző        | Versenyszám | Idő      | Hely.    | Össz.    | Idő      | Hely.    | Össz.    | Idő     | Helyezés |
| ---------------- | ----------- | -------- | -------- | -------- | -------- | -------- | -------- | ------- | -------- |
| Rolando Palacios | 200 m       | 21,32    | 7.       | 71.      | kiesett  | kiesett  | kiesett  | kiesett | kiesett  |

## Cselgáncs
Férfi
| Versenyző    | Versenyszám | 32-es főtábla                      | Nyolcaddöntő      | Negyeddöntő       | Elődöntő          | Vigaszág elődöntő | Bronz- mérkőzés   | Döntő             | Helyezés |
| Versenyző    | Versenyszám | Ellenfél Eredmény                  | Ellenfél Eredmény | Ellenfél Eredmény | Ellenfél Eredmény | Ellenfél Eredmény | Ellenfél Eredmény | Ellenfél Eredmény | Helyezés |
| ------------ | ----------- | ---------------------------------- | ----------------- | ----------------- | ----------------- | ----------------- | ----------------- | ----------------- | -------- |
| Ramón Pileta | Nehézsúly   | Rafael Silva (BRA) · 000(1)–110(0) | kiesett           | kiesett           | kiesett           |                   |                   |                   | 17.      |

## Labdarúgás

### Férfi
| Hondurasi férfi labdarúgócsapat-játékoskeret                                                                                                | Hondurasi férfi labdarúgócsapat-játékoskeret                                                                                          |
| --- | --- |
| - Bryan Acosta (c) - Kevin Álvarez - Jhow Benavídez - Allan Banegas - Alberth Elis - Marcelo Espinal - Brayan García - Luis López Fernández | - Anthony Lozano - Johnny Palacios* - Jhonathan Paz - Marcelo Pereira - Brayan Ramírez - Óscar Salas - Romell Quioto* - Allans Vargas |

* - túlkoros játékos

#### Eredmények
Csoportkör
D csoport
| Hely. | Csapat           | M | Gy | D | V | G+ | G– | Gk | P | Továbbjutás |
| ----- | ---------------- | - | -- | - | - | -- | -- | -- | - | ----------- |
| 1.    | Portugália (POR) | 3 | 2  | 1 | 0 | 5  | 2  | +3 | 7 | Negyeddöntő |
| 2.    | Honduras (HON)   | 3 | 1  | 1 | 1 | 5  | 5  | 0  | 4 | Negyeddöntő |
| 3.    | Argentína (ARG)  | 3 | 1  | 1 | 1 | 3  | 4  | −1 | 4 |             |
| 4.    | Algéria (ALG)    | 3 | 0  | 1 | 2 | 4  | 6  | −2 | 1 |             |

| 2016. augusztus 4. 15:00 (20:00) |

| Honduras (HON)                    | 3–2               | Algéria (ALG)              |
| --------------------------------- | ----------------- | -------------------------- |
| Quioto 13' Pereira 33' Lozano 79' | (2–0) Jegyzőkönyv | Bendebka 68' Bounedjah 85' |

| Estádio Olímpico João Havelange, Rio de Janeiro Nézőszám: 20 000 Játékvezető: Sandro Ricci (brazil) |

| 2016. augusztus 7. 15:00 (20:00) |

| Honduras (HON) | 1–2               | Portugália (POR)             |
| -------------- | ----------------- | ---------------------------- |
| Elis 1'        | (1–2) Jegyzőkönyv | Figueiredo 21' Paciência 36' |

| Estádio Olímpico João Havelange, Rio de Janeiro Nézőszám: 32 928 Játékvezető: Roddy Zambrano (ecuadori) |

| 2016. augusztus 10. 13:00 (18:00) |

| Argentína (ARG) | 1–1               | Honduras (HON)        |
| --------------- | ----------------- | --------------------- |
| Martínez 90+3'  | (0–0) Jegyzőkönyv | Lozano 75' (11-esből) |

| Estádio Nacional de Brasília, Brazíliaváros Nézőszám: 16 029 Játékvezető: Antonio Mateu Lahoz (spanyol) |

Negyeddöntő
| 2016. augusztus 13. 19:00 (0:00) |

| Dél-Korea (KOR) | 0–1               | Honduras (HON) |
| --------------- | ----------------- | -------------- |
|                 | (0–0) Jegyzőkönyv | Elis 59'       |

| Estádio Mineirão, Belo Horizonte Nézőszám: 36 704 Játékvezető: Gihád Grísa (egyiptomi) |

Elődöntő
| 2016. augusztus 17. 13:00 (18:00) |

| Brazília (BRA)                                                           | 6–0               | Honduras (HON) |
| ------------------------------------------------------------------------ | ----------------- | -------------- |
| Neymar 1' 90+1' (11-esből) Gabriel Jesus 26' 35' Marquinhos 51' Luan 79' | (3–0) Jegyzőkönyv |                |

| Maracanã Stadion, Rio de Janeiro Nézőszám: 52 457 Játékvezető: Ovidiu Hațegan (román) |

Bronzmérkőzés
| 2016. augusztus 20. 13:00 (18:00) |

| Honduras (HON)                          | 2–3               | Nigéria (NGR)                      |
| --------------------------------------- | ----------------- | ---------------------------------- |
| Anthony Lozano 71' Marcelo Perreira 86' | (0–1) Jegyzőkönyv | Umar Sadiq 34', 56' Aminu Umar 49' |

| Estádio Mineirão, Belo Horizonte Nézőszám: 9 091 Játékvezető: Sandro Ricci (brazil) |

| Csapat         | Helyezés |
| -------------- | -------- |
| Honduras (HON) | 4.       |

## Ökölvívás
Férfi
| Versenyző     | Versenyszám | Selejtező                  | Nyolcaddöntő      | Negyeddöntő       | Elődöntő          | Döntő             | Helyezés |
| Versenyző     | Versenyszám | Ellenfél Eredmény          | Ellenfél Eredmény | Ellenfél Eredmény | Ellenfél Eredmény | Ellenfél Eredmény | Helyezés |
| ------------- | ----------- | -------------------------- | ----------------- | ----------------- | ----------------- | ----------------- | -------- |
| Teófimo López | Könnyűsúly  | Sofiane Oumiha (FRA) · 0-3 | kiesett           | kiesett           | kiesett           | kiesett           | 17.      |

## Súlyemelés
Férfi
| Versenyző  | Versenyszám | Szakítás | Szakítás | Lökés    | Lökés    | Összesen | Helyezés |
| Versenyző  | Versenyszám | Eredmény | Helyezés | Eredmény | Helyezés | Összesen | Helyezés |
| ---------- | ----------- | -------- | -------- | -------- | -------- | -------- | -------- |
| Joel Pavón | 94 kg       | 145      | 15.      | 180      | 15.      | 325      | 15.      |

## Taekwondo
Férfi
| Versenyző      | Versenyszám | Nyolcaddöntő                    | Negyeddöntő       | Elődöntő          | Vigaszág elődöntő | Bronz- mérkőzés   | Döntő             | Helyezés |
| Versenyző      | Versenyszám | Ellenfél Eredmény               | Ellenfél Eredmény | Ellenfél Eredmény | Ellenfél Eredmény | Ellenfél Eredmény | Ellenfél Eredmény | Helyezés |
| -------------- | ----------- | ------------------------------- | ----------------- | ----------------- | ----------------- | ----------------- | ----------------- | -------- |
| Miguel Ferrera | Váltósúly   | Mahdi Khodabakhshi (IRI) · 1-13 | kiesett           | kiesett           |                   |                   |                   | 11.      |

## Úszás
Férfi
| Versenyző       | Versenyszám    | Előfutam | Előfutam | Előfutam | Elődöntő | Elődöntő | Elődöntő | Döntő   | Döntő    |
| Versenyző       | Versenyszám    | Idő      | Hely.    | Össz.    | Idő      | Hely.    | Össz.    | Idő     | Helyezés |
| --------------- | -------------- | -------- | -------- | -------- | -------- | -------- | -------- | ------- | -------- |
| Allan Gutiérrez | 100 m pillangó | 55,20    | 7.       | 39.      | kiesett  | kiesett  | kiesett  | kiesett | kiesett  |

Női
| Versenyző     | Versenyszám | Előfutam | Előfutam | Előfutam | Elődöntő | Elődöntő | Elődöntő | Döntő   | Döntő    |
| Versenyző     | Versenyszám | Idő      | Hely.    | Össz.    | Idő      | Hely.    | Össz.    | Idő     | Helyezés |
| ------------- | ----------- | -------- | -------- | -------- | -------- | -------- | -------- | ------- | -------- |
| Sara Pastrana | 200 m gyors | 2:03,19  | 6.       | 38.      | kiesett  | kiesett  | kiesett  | kiesett | kiesett  |